# Agricola (rodzaj ptaków)
Agricola – rodzaj ptaków z rodziny muchołówkowatych (Muscicapidae).

## Występowanie
Rodzaj obejmuje gatunki występujące w Afryce Subsaharyjskiej.

## Morfologia
Długość ciała 15–21 cm, masa ciała 16,5–39 g.

## Systematyka

### Etymologia
Łacińskie agricola – „rolnik” < ager, agri – „pole”; -cola – „mieszkaniec” < colere – „zamieszkiwać”.

### Podział systematyczny
Rodzaj wyodrębniony z Bradornis na podstawie analizy filogenetycznej. Do rodzaju należą następujące gatunki:
- Agricola pallidus (J.W. von Müller, 1851) – mucharka blada
- Agricola infuscatus (A. Smith, 1839) – mucharka płowa